# Stefan (cràter)

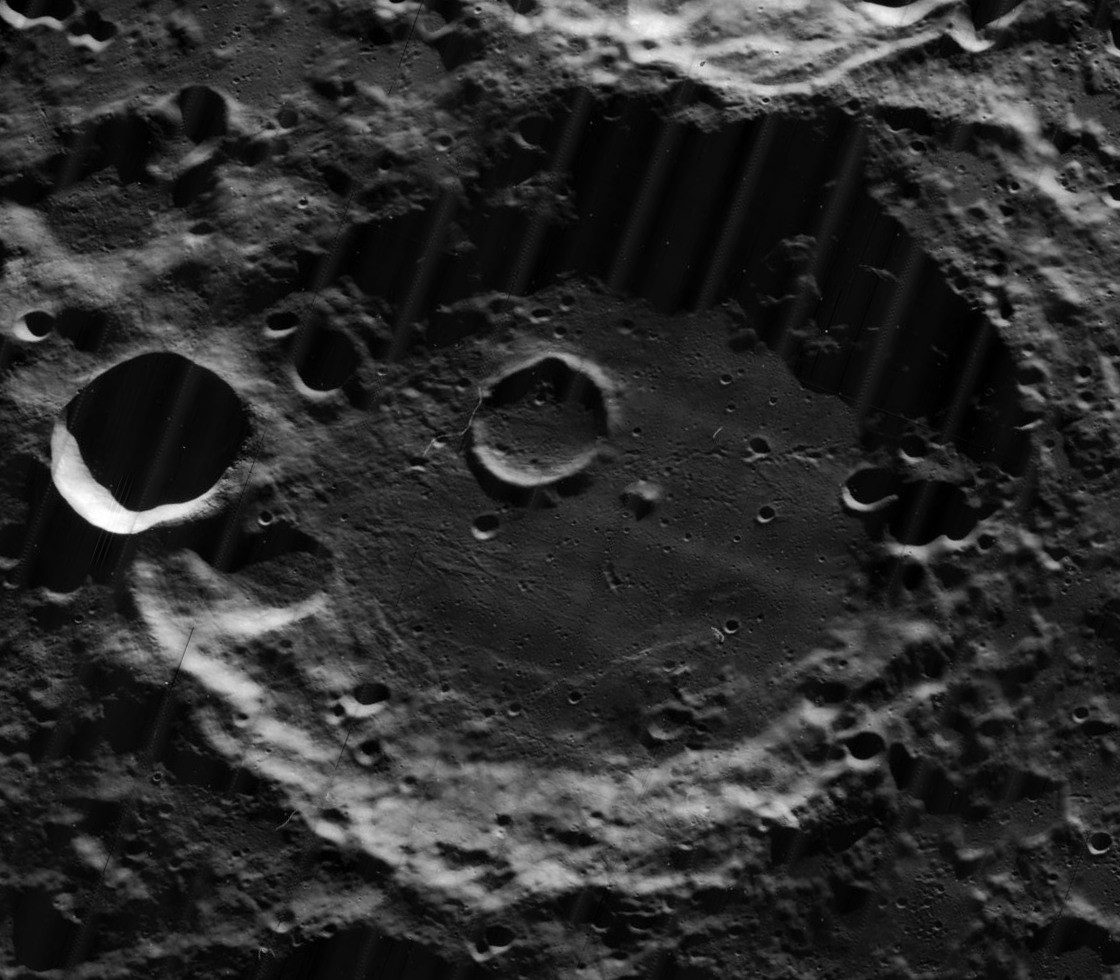
Imatge obliqua de la missió Lunar Orbiter 5, mirant a l'oest

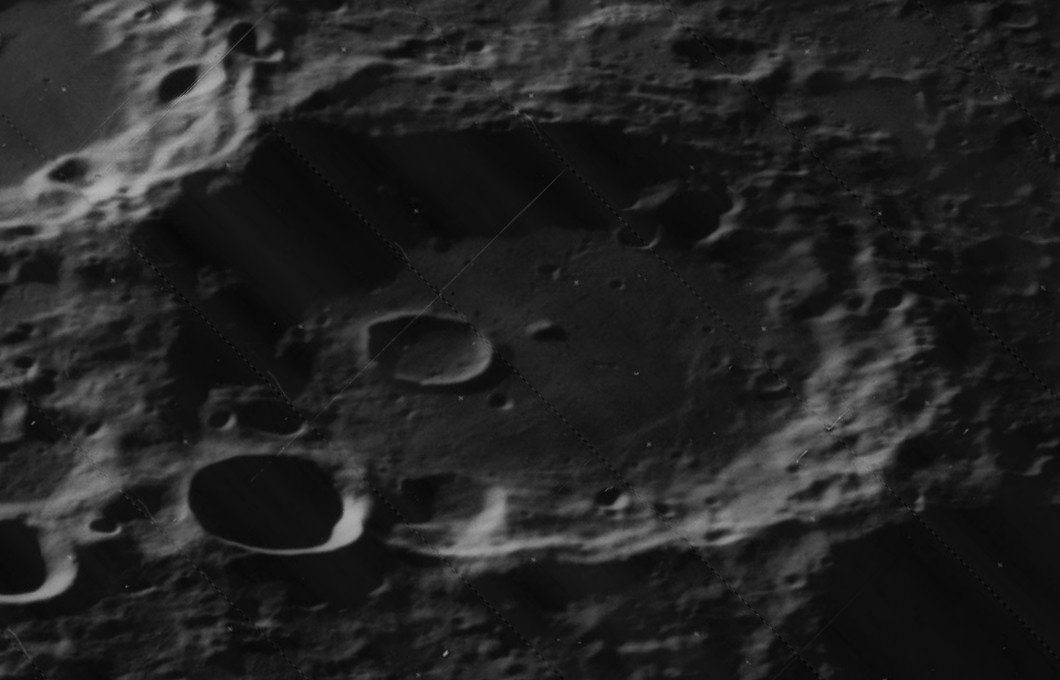
Una altra vista obliqua des de la Lunar Orbiter 5, mirant al nord-oest

Stefan és un cràter d'impacte pertanyent a la cara oculta de la Lluna, situat just més enllà del terminador nord-oest. Al costat de la vora occidental es troba el cràter lleugerament més petit Wegener, i prop de la vora oriental apareix Rynin.
|  |

Com ocorre amb molts cràters d'aquesta grandària en la Lluna, el brocal exterior ha estat desgastat per l'erosió de successius impactes i la vora i la paret interna generalment estan coberts amb petits cràters. El costat sud en particular ha estat especialment danyat pels impactes, havent estat envaït pel cràter satèl·lit Stefan L. Aquest cràter en forma de bol es troba al centre d'un petit sistema de marques radials, indicatiu d'un impacte relativament recent.
El sòl interior de Stefan és una superfície generalment anivellada que està marcada per diversos impactes. El més notable és la vora anul·lar d'un cràter inundat de lava que s'eleva sobre la meitat meridional de la plataforma interior. Prop del punt mitjà apareix un pujol baix, possiblement el romanent enterrat d'un pic central.
Stefan es troba aproximadament en el marge de la Conca Coulomb-Sarton, un cràter d'impacte de 530 km d'amplària del Període Pre-Nectàric.

## Cràters satèl·lit
Per convenció aquests elements són identificats en els mapes lunars posant la lletra en el costat del punt mitjà del cràter que està més prop de Stefan.
|        | \| Stefan \| Coordenades \| Diàmetre \| \| ------ \| -------------------------------------- \| -------- \| \| L \| 44° 36′ N, 107° 42′ O / 44.6°N,107.7°O \| 26 km \| |          |
| Stefan | Coordenades | Diàmetre |
| L      | 44° 36′ N, 107° 42′ O / 44.6°N,107.7°O | 26 km    |

## Referències

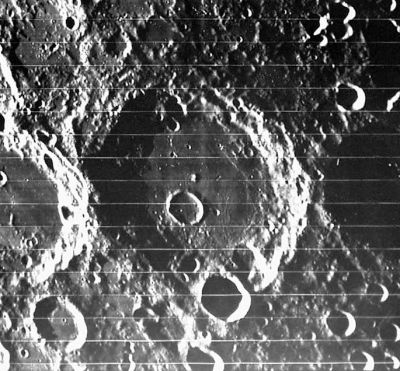
Imatge Lunar Orbiter 5